# La venganza de los otros
La venganza de los otros (en hangul, 3인칭 복수; RR: 3inching Bogsu) es una serie de televisión surcoreana dirigida por Kim Yoo-jin y protagonizada por Shin Ye-eun y Park Solomon. Se estrenó en la plataforma Disney+ y en Latinoamérica en Star+ el 9 de noviembre de 2022.

## Sinopsis
Ok Chan-mi es la hermana gemela de Ok Chan-kyoo, que murió al caer desde una ventana de la escuela secundaria donde estudiaba. Aunque la policía ha resuelto el caso como un suicidio, Chan-mi no cree en esta posibilidad y sospecha que hay algo turbio detrás de esta muerte y que se está tratando de encubrirlo. Decidida a encontrar la verdad, se transfiere a la escuela de su hermano, donde encuentra la ayuda de uno de sus nuevos compañeros de clase, Ji Soo-heon.

## Reparto

### Principal
- Shin Ye-eun como Ok Chan-mi, atleta de tiro; es la hermana gemela de Chan-kyoo que se transfirió a la escuela secundaria Yongtak para encontrar a su asesino, porque no cree que se haya suicidado.[5][6][7]
- Park Solomon como Ji Soo-heon, un estudiante de la clase 3 de la escuela secundaria Yongtak, al que los médicos le han diagnosticado un tumor cerebral, a causa del cual solo le quedan de seis a doce meses de vida. Ayuda a los estudiantes acosados a vengarse de sus acosadores luchando contra ellos y obligándoles a cambiar de escuela.[8][9]

### Secundario
- Seo Ji-hoon como Seok Jae-beom, un estudiante de la clase 4 en la escuela secundaria Yongtak, hijo de una familia adinerada. Recientemente se despertó de un coma de seis meses, lo que lo obligó a volver a hacer el curso como estudiante de último año y le causó la pérdida de todos sus recuerdos.[5]
- Chae Sang-woo como Ki Oh-sung, presidente de la clase 4 en la escuela secundaria Yongtak, quien era amigo de Jae-beom antes de que este perdiera la memoria, e intenta ayudarle a recuperarla.[5]
- Lee Soo-min como Kook Ji-hyun, una chica con un secreto que no quiere que nadie descubra.[5]
- Jung Soo-bin como Tae So-yeon, una estudiante de tercer curso. A menudo está sola debido a que sus padres viajan con frecuencia a provincias, y es víctima de violencia escolar.[5][10][11]
- Kim Joo-ryoung como Jin So-jung, una detective que fue la encargada del caso de la muerte de Park Won-seok, y ahora se ocupa de violencia escolar.[12]
- Yeon Oh como Im Seung-woo.[13]
- Wooyeon como Hong Ah-jung, la novia de Park Won-seok.[14]
- Kang Yool como Ok Chan-kyoo/Park Won-seok, el hermano gemelo fallecido de Chan-mi.[15][16]
- Jin Ho-eun como Sa Joong-kyung, un matón que agredió sexualmente a Hak-soo cuando estaban en el mismo club de fotografía.[17][9]
- Kang Yi-seok como Kwon Se-jin.[18]
- Han Seung-bin como Nam Hak-soo, víctima de acoso que anteriormente estuvo en el mismo club de fotografía que Joong-kyung, donde este lo agredió sexualmente.[19]
- Moon Ye-jin como Park Na-rin, amiga de Ji-hyun. Es una persona que presta mucha atención a cada incidente que ocurre en la escuela.[20]
- Seo Hye-rin como Yang Hye-jung, madre de Ji-hyun.[21]
- Jang Hyun-sung como Ki Wang-do, jefe de la comisaría de policía de Yongtan y padre de Ki Oh-sung.[21]
- Shin Soo-ho como Hyun Jong-kook.[21]

## Producción
Se trata del primer papel protagonista de Park Solomon. Este es amigo cercano de su antagonista en la serie, Jin Ho-eun.
El 17 de octubre de 2022 se lanzaron el cartel y el tráiler de la serie, que comienza con la escena en la que el hermano de la protagonista cae desde una ventana de su escuela y muere, y termina con otra imagen en la que ella dispara contra un desconocido. El 6 de diciembre se lanzó un cartel especial en el que aparecen los dos protagonistas en un pasillo de la escuela.

### Recepción
La venganza de los otros obtuvo gran éxito en el continente asiático: ocupó el primer lugar en la categoría de programas de televisión coreanos de Disney+ el 25 de noviembre, según FlixPatrol, y fue primera también en Indonesia, segunda en Taiwán y tercera en Singapur. Fue la primera producción asiática a nivel mundial, vigésima en términos absolutos. A la semana siguiente siguió ocupando la primera posición en Corea y fue primera también en los tres países citados, y tercera en Japón y Hong Kong, pasando a la decimosexta posición en todo el mundo.